# The Ring (revista)

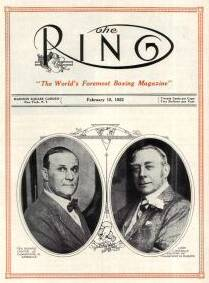
Capa da primeira edição da The Ring

The Ring (muitas vezes denominada The Ring Magazine) é a mais conhecida revista sobre boxe no mundo, que foi publicada pela primeira vez em 1922 como uma revista de boxe e wrestling. Como a legitimidade desportiva do wrestling profissional veio mais em causa, passou a ser uma publicação exclusiva do boxe. É atualmente comandada por Oscar de la Hoya.

## História
The Ring, foi publicada pela primeira vez no Hall da Fama-Nat Fleischer, servindo de trampolim para lutadores desconhecidos nos maiores nomes do boxe no mundo inteiro, e de todos os tempos. Dan Daniel foi co-fundador e prolífico contribuinte durante a maior parte de sua história. Refere-se a si mesmo (e é referida por outros) como a "Bíblia do Boxe."
Em 1977, três versões internacionais da revista saíram. Primeiro, a versão espanhola, foi chamado Ring En Español e foi publicada na Venezuela e distribuída em torno de todos os países de língua espanhola e os Estados Unidos até 1985. Houve também uma versão no idioma japonês publicada em Tóquio e uma versão em francês publicada em Paris.
A revista foi assumida por Bert Sugar Randolph em 1979, que contratou Randy Gordon, que mais tarde naquela época para se tornar em Nova Iorque um boxeador como seu editor-chefe. Em 1985, Sugar e Gordon tinham se mudado, em seguida, viu como a Ring quase foi à falência em 1989, fazendo com que a revista deixara de publicar na maior parte do ano. Ela se recuperou com uma nova gerência, em 1990.
Alguns dos pugilistas de destaque na revista incluem Andrew Golota, Salvador Sánchez, Jack Dempsey, Max Schmeling, Joe Louis, Sugar Ray Robinson, Jake LaMotta, Rocky Marciano, Bob Satterfield, Willie Pep, Muhammad Ali, Alexis Argüello, Wilfred Benítez, Wilfredo Gómez, Roberto Durán, Larry Holmes, Marvin Hagler, Sugar Ray Leonard, Bud Taylor, Mike Tyson, Evander Holyfield, Floyd Mayweather Jr., Thomas Hearns, Roy Jones Jr., Bernard Hopkins, Julio César Chávez, Félix Trinidad, Manny Pacquiao, Oscar de la Hoya, Mauro Mayorga e Ricardo Mayorga. Em 1977, a pugilista Cathy "gato" Davis se tornou a primeira e única mulher a entrar na The Ring. "The Ring" usou capas criadas por artistas famosos como LeRoy Neiman e Richard T. Slone.
The Ring foi anteriormente publicada pela London Publicações e pela Kappa Group, que também publicou revistas da KO Magazine e Mundial do Boxe, que eram antigos concorrentes da Ring.
A Ring tem a sua própria versão do campeonato linear em uma classe de peso dado onde o campeão da Ring que detém o reinado linear ao trono, o homem que derrotou o homem. A revista começou a conceder cintos no campeonato em 1922. O primeiro cinturão de campeão mundial foi atribuído ao campeão dos pesos pesados Jack Dempsey eo segundo foi adjudicado à flyweight campeão Pancho Villa. Depois parou com cintos de campeões do mundo na década de 1990, mas voltou em 2002.
Em 2002, a Ring tentou esclarecer o dilema de campeões do mundo, criando uma política de campeonato. Ela repetiu os argumentos que muitos críticos "que os órgãos encarregados de punir os campeonatos de boxe haviam minado o esporte, colocando candidatos indignos contra indignos" campeões ", e forçar o público de boxe para ver incompatibilidades para os chamados " campeonatos mundiais ". As tentativas do anel a ser mais autoritário e aberto do que os rankings corpos de aprovação ", com uma página dedicada a explicações completas para as mudanças de classificação. Um lutador não paga taxas de sanção para defender ou lutar pelo título em jogo, contrariamente às práticas dos órgãos de sanção. Além disso, um lutador, não pode ser despojado do título a menos que ele perca, decide se mudar para outra categoria de peso, ou se aposenta.
Atualmente só há três maneiras para que um boxeador possa ganhar este título; derrotando o atual campeão, e no caso de não ter um, teriam que lutar o número 1 e o número 2, em caso de que não se enfrentem entre si, um deles pode ser premiado como campeão se enfrentar em uma luta o número 3, 4 ou 5 da categoria, segundo a classificação da própria revista, as maneiras em que um boxeador pode perder o titulo são: perder uma luta na categoria onde é campeão, passar para outra categoria, ou não programar uma luta durante 18 meses sem lutar na sua categoria ou em outra , não enfrentar nenhum dos cinco primeiros classificados durante dois anos ou se aposentar.
A política da Ring no campeonato ganhou a aceitação de pontos da crítica na América do Norte, como ESPN e, em certa medida, da HBO, bem citada pela BBC no Reino Unido.